# Pier Giorgio Perotto
Pier Giorgio Perotto (Torino, 24 dicembre 1930 – Genova, 23 gennaio 2002) è stato un ingegnere e informatico italiano.
Progettista della Olivetti, fu un pioniere dell'informatica, noto soprattutto per aver progettato la Programma 101, il primo esempio di computer a programma memorizzato da tavolo o "personal computer".
Laureato al Politecnico di Torino, ha insegnato per molti anni nello stesso ateneo piemontese. È autore di numerosi libri e articoli di strategia, di organizzazione aziendale e di informatica.

## Biografia
Nato a Torino da una famiglia di origini cavagliesi, si laureò nel 1952 in ingegneria elettrotecnica al Politecnico di Torino, dove l'anno successivo ottenne anche una laurea in ingegneria aeronautica.
Collaborò in studi di aerodinamica e a 27 anni, nel 1958, ottenne la libera docenza in meccanica.

### Carriera in Olivetti
Dopo aver lavorato per due anni per la FIAT, dove aveva cominciato ad interessarsi di calcolatori elettronici, nel 1957 Perotto venne assunto alla Olivetti e iniziò a lavorare nel Laboratorio di Ricerche Elettroniche di Barbaricina, vicino a Pisa, diretto da Mario Tchou. In tale laboratorio collaborò alla produzione dell'Elea 9003, un avanzato calcolatore elettronico (uno dei primi al mondo interamente transistorizzato). Dopo questa esperienza, nel 1958 ottenne il delicato compito di progettare un prodotto capace di interfacciare calcolatori elettronici e macchine meccaniche: il CBS (Convertitore Bande Schede), primo apparecchio elettronico prodotto in Olivetti.. Grazie alla sua esperienza, fu nominato responsabile di ricerca e sviluppo dell'Olivetti nell'aprile 1967, ruolo che manterrà per molti anni e in cui assisterà e parteciperà attivamente alla trasformazione dell'azienda da meccanica a elettronica, coordinando anche lo sviluppo di numerosi altri elaboratori elettronici, come il P603, il P6040 ed il P6060.
Nel 1979, in concomitanza con una riorganizzazione aziendale di tutta la Olivetti, fondò e fu nominato presidente di ELEA SpA, azienda del gruppo Olivetti coinvolta nelle attività didattiche e di consulenza aziendale, ruolo in cui Perotto mise in evidenza, oltre alla sua esperienza manageriale e strategica, anche il suo punto di vista umanistico sulla tecnologia e sulla società.

### Dopo Olivetti

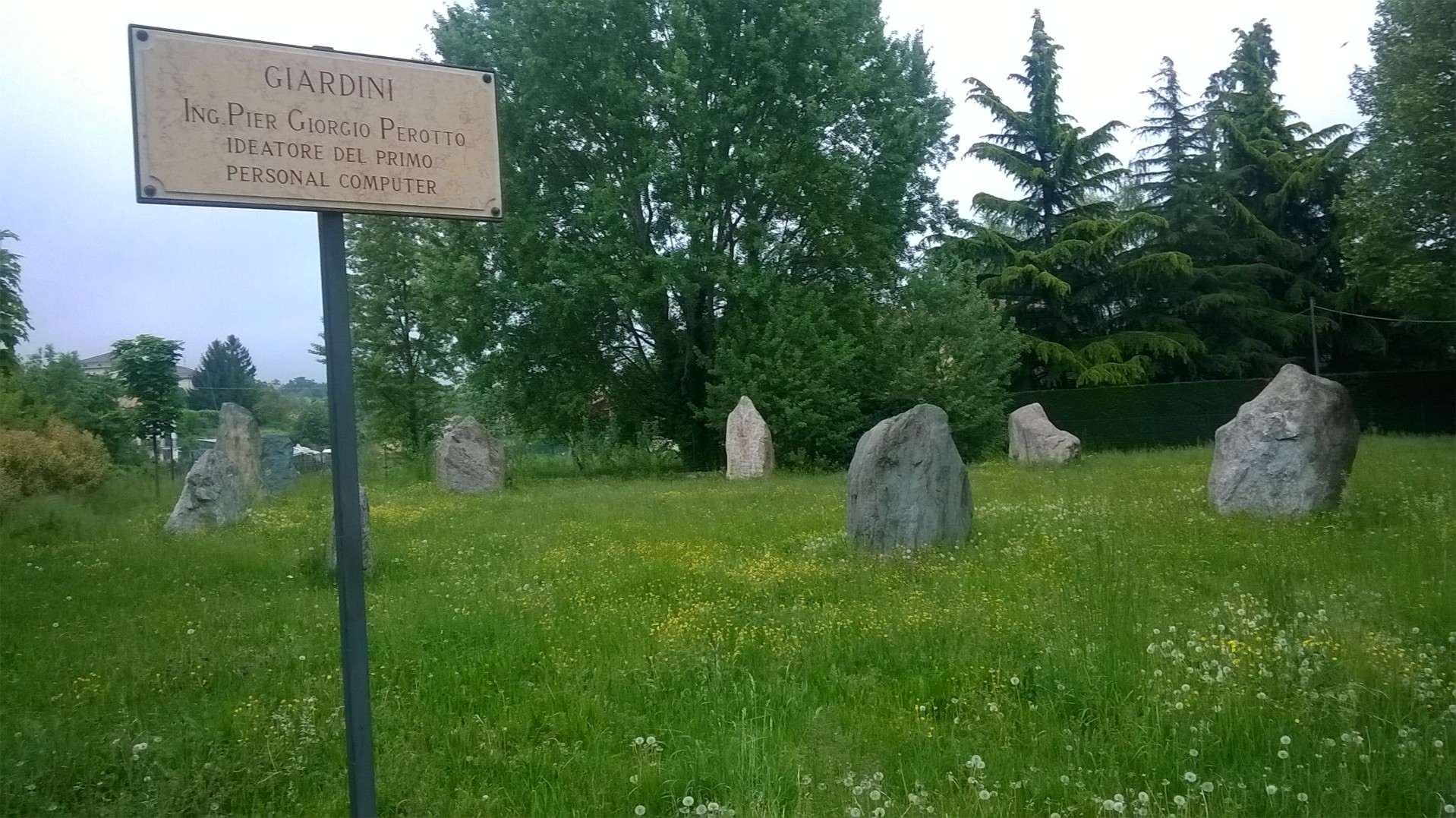
I Giardini Perotto a Cavaglià

Perotto lasciò l'Olivetti nel 1993, anno in cui entrò nella SOGEA (Scuola di Organizzazione e GEstione AZiendale) di Genova, di cui sarà anche presidente; dopo pochi anni rilevò FINSA (Futuro Innovazione Strategie Aziendali), azienda di consulenza.
A partire dagli anni 1980, Perotto pubblicò numerosi manuali di management aziendale e tecnologico. Nel 1995 scrisse e pubblicò per la casa editrice Sperling & Kupfer "Programma 101 - L'invenzione del personal computer: una storia appassionante mai raccontata", volumetto in cui riportava la sua versione della storia dello sviluppo della Programma 101 e delle varie vicende che riguardarono l'Olivetti nel periodo storico in cui esso avvenne; il libro è stato ristampato nel 2015, in occasione del 50º anniversario del lancio della Programma 101, da Edizioni di Comunità, con il titolo "P101. Quando l'Italia inventò il personal computer".
Sposato e con due figli, negli ultimi anni della sua vita Perotto si stabilì a vivere in Liguria, a Ruta di Camogli (provincia di Genova). Morì il 23 gennaio 2002 all'ospedale San Martino di Genova, all'età di 71 anni, a causa di un tumore.

## Il progetto Olivetti "Programma 101"

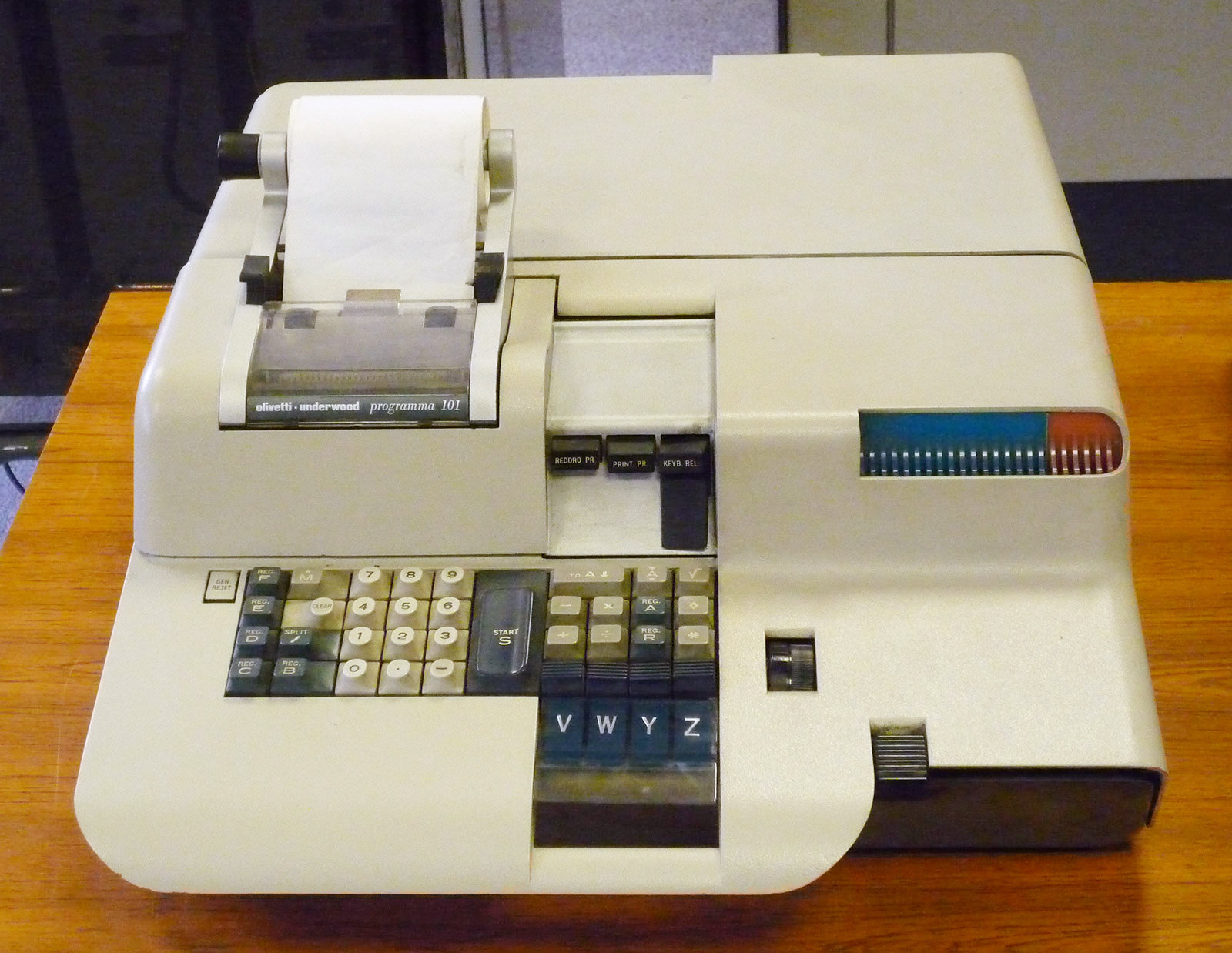
Vista frontale del Programma 101, in mostra al Museo Nazionale dell'Elaborazione a Bletchley Park

Come già accennato, Perotto ebbe grande notorietà per aver progettato, in Olivetti, la Programma 101, nota anche come "Perottina" (soprannome derivato dalla pascalina, famosa macchina calcolatrice ideata dal matematico francese Blaise Pascal), che diventò il primo computer a programma memorizzato da tavolo personale ad avere successo commerciale, venendo ritenuta da alcuni il primo "personal computer". Essa fu presentata nel 1965 alla grande esposizione di prodotti per ufficio BEMA di New York, di cui finì per diventare, contro ogni aspettativa, l'attrazione principale. La macchina fu messa in vendita dalla Olivetti nello stesso anno e ne furono prodotti in tutto circa 44 000 esemplari.
Oggi vari esemplari di P101 sono esposti nei musei di tecnologia, del calcolo e dell'arte di tutto il mondo. Il design dell'apparecchio fu affidato inizialmente all'architetto Marco Zanuso ed in seguito a Mario Bellini, in quanto Perotto non approvò il progetto di Zanuso ritenendolo troppo ingombrante; oltre a rivestire una certa importanza nella storia del calcolo e dell'informatica, la P101 costituisce anche un esempio notevole di articolo di disegno industriale italiano.

### I successori della P101
Negli anni immediatamente successivi al lancio della Programma 101, Perotto sviluppò per l'Olivetti diversi altri calcolatori da tavolo (Olivetti P602, 1971, e Olivetti P652, 1973), macchine contabili (Olivetti P203, 1967) e alcuni personal computer (Olivetti P6040 e P6060, 1975). Questi modelli ebbero un discreto successo, soprattutto in USA e in Germania. Ancora negli anni 1980 Olivetti era uno dei produttori di computer con maggiori quote di mercato europeo.